# Freziera lanata
Freziera lanata là một loài thực vật có hoa trong họ Pentaphylacaceae. Loài này được (Ruiz & Pav.) Tul. mô tả khoa học đầu tiên năm 1847.